# 上田崇順
上田 崇順（うえだ たかゆき、1976年10月25日 - ）は、毎日放送（MBS）所属のアナウンサー。

## 来歴
兵庫県神戸市出身。兵庫県立星陵高等学校、筑波大学第三学群工学システム学類卒業。大学時代は水泳部に所属していた。大学卒業後の2000年、アナウンサーとして毎日放送へ入社。同期入社のアナウンサーに、上田悦子 と西村麻子 がいる。
入社当初は、スポーツ中継のリポーター・実況を担当。その後は、報道・情報系の番組からバラエティ番組まで、幅広く経験を積んでいる。MBSラジオでは、2002年4月から2011年10月まで、9年半にわたって『日曜出勤生ラジオ』のパーソナリティを務めた。ちなみに、上田悦子と区別するため、入社以来テレビ・ラジオ番組ではフルネームで紹介することが多い。2007年9月までは、テレビ番組へ出演する際に、「上田たかゆき」という名義を用いていた。
MBSテレビでは近年、主に定時ニュースや各種番組のナレーションを担当。レギュラーで出演する番組も、ラジオに集中している。しかし、東日本大震災の発生（2012年3月11日）以降は、ラジオ報道部制作の番組（『RadioNews たね蒔きジャーナル』『報道するラジオ』など）で同震災や原子力発電所作業員に関する問題を盛んに取材している。
なお、「新日本放送」時代の1959年3月1日からテレビ放送事業とラジオ放送事業を兼営してきた毎日放送は、2021年4月1日付でラジオ放送事業を「株式会社MBSラジオ」へ移管。毎日放送は移管を機にテレビ単営局へ移行したが、上田はアナウンス職のまま同社の総合編成局（移管と同時に新設）へ在籍する一方で、株式会社MBSラジオが制作・放送する番組にも「MBSアナウンサー」として出演している。

## 人物・エピソード
毎日放送への入社後は、アナウンサーとして勤務しながら、インプロ（即興演劇）の俳優としても活動。インプロの技術を学ぶ目的でカナダへの短期留学を2度経験したり、2014年・2016年にフィンランド国際即興演劇フェスティバルへ出場したりするなど、活動の範囲を世界規模に広げている。ちなみに、毎日放送のアナウンサー試験を受けたきっかけは、筑波大学の先輩からのアドバイスによるという。
また、「仕事は硬派に、プライベートは楽しく『表現』を」というモットーを掲げながら、3人組コミックバンド「こひごころ」のギタリストとしても活動。ライブハウスや、ytv制作の『マヨブラ流』（2008年12月6日深夜放送分）でギターの演奏を披露したこともある。一時は『押尾コータローの押しても弾いても』（MBSラジオ）で、アコースティックギタリストの押尾コータローから直々に演奏の手ほどきを受けていた。
マラソンも趣味で、フルマラソンに初めて挑戦した淀川市民マラソン大会では、3時間53分14秒で完走を果たした。また、2006年1月2日には、『こんちわコンちゃんお昼ですょ!正月スペシャル』（10:30 - 16:00に生放送）の企画で「32kmマラソン」に挑戦。番組が終了するまでの間に、生田神社（神戸市中央区）から毎日放送本社（大阪市北区）までの道程を無事に走り切った。

## 現在の担当番組
- MBSニュース（テレビ・ラジオとも、土曜深夜～日曜早朝の宿直勤務などで担当）
  - 2017年10月から2019年9月までは、土曜日夕方からの宿直勤務で、『報道特集』（TBSテレビ制作）内の関西ローカルニュースや土曜日の深夜～日曜日の早朝放送分、また金曜深夜～土曜深夜の宿直勤務を定期的に担当していたが、2022年10月からは再び土曜深夜～日曜早朝の宿直勤務を再開している。平日には、昼前の『JNN NEWS』関西ローカルパートで、主に木曜分を担当。
  - ラジオでは、2017 - 2019年度ナイターオフ期間の平日に、19時台（『MBSヨル隊』内）と21時台（主に『次は〜新福島!』内）のニュースを定期的に担当していた（2017年度は火曜日、2018年度は水曜日、2019年度は水・木曜日）。

### テレビ
- よんチャンTV（2022年9月 - ）
  - 当初は水曜日の16時台、後に曜日を問わず不定期で報道系の取材・中継リポートを担当。毎日放送の放送対象地域（関西地方）へ台風が接近（または上陸）している状況で台風関連の取材を任された場合には、関西ローカルパート向けのリポートと並行しながら、TBSテレビが制作する『Nスタ』平日版（『よんチャンTV』の通常編成ではJNN全国ニュースパートのみ内包）向けにもリポートを送っている。

### ラジオ
- 大阪の医療と福祉を考える討論会（『MBSサンデー・カルチャーナイト』内で年に1回放送）
  - 先輩の女性アナウンサー（古川圭子など）もパネラーとして出演する討論会で司会を担当。
- コトノハ（不定期で出演）
  - 「コトノハ」（言葉）にこだわった毎日放送アナウンサー室制作の事前収録番組で、2021年10月4日から毎週月曜日（2023年9月25日までは21:45 - 22:00 → 同年10月2日以降は21:30 - 21:45）に放送。

## 過去の担当番組
- 毎日放送ダイナミックナイター→MBSタイガースナイターなどのスポーツ実況やヒーローインタビュアー（野球（プロ野球・春のセンバツ）、ラグビー（全国高校ラグビー大会）、バレーボール、陸上など）

### テレビ
- ちちんぷいぷい
  - 先輩アナウンサー・武川智美の産休を受けて、2005年7月から2006年3月末まで、「上田たかゆき」名義で火曜日のアシスタントを担当。2012年10月から2014年3月までは、木曜日→月曜日のニュースキャスターを務めた。
  - ニュースキャスターからの降板後も、一部のVTRコーナーでナレーターを随時担当。2018年5月から9月までは、水曜日に「これどうなん?ニュース10」（当時14時台で放送されていたコーナー）の取材リポーターを務めていた。
- 痛快!明石家電視台
  - かつては、スタジオ収録の際に、クイズコーナーで問題の生読み（ナレーター）を担当。「MBSアナウンサー26人大集合スペシャル」（2014年4月7日放送分）には、アナウンサーの1人としてスタジオに出演するとともに、生読み中のNG映像（2008年5月放送分）が紹介された。
- でいりぃ げっと。（月・火・金～日曜深夜、2004年10月 - 2009年9月）
- 毎日新聞テレビ夕刊（2012年10月～2015年3月）
  - 後輩アナウンサー・大吉洋平と隔週交代で担当
- VOICE（2014年4月9日 -、水曜ナレーター　2014年度は木曜も担当）
- ～オトナ度ちょい増しTV～おとな会（2017年7月19日 - 2018年3月28日）
  - 本編に登場するアニメキャラクター「後輩のコウちゃん」の声を担当。
- コトノハ図鑑（不定期）
  - 所属する毎日放送アナウンサー室の企画番組。後継企画の「へぇ～のコトノハ」（2020年4月から2021年3月まで『ちちんぷいぷい』の月・水曜日→水曜日で放送）には、ナレーションを含めて出演の機会がなかった。
- TOKIOテラス（2021年4月19日 - 、月に1回のペースで月曜日の未明＝日曜日の深夜に放送） - ナレーター
  - 国分太一（TOKIO）がMCを務める経済番組で、2021年3月15日放送のパイロット版（特別番組）から担当していた。現在は後輩の福島がナレーションを毎週担当。
- グッジョブ! - ナレーター

### ラジオ
- 日曜出勤生ラジオ（パーソナリティ、2002年4月12日 - 2011年10月2日）
- ネットワーク3・11（2011年3月）
- こんちわコンちゃんお昼ですょ!（当初は月曜リポーター、2009年4月から2012年3月まで「とれたて!駅売り夕刊紙」水曜キャスター）
- RadioNews たね蒔きジャーナル（月・火曜リポーターと水・木曜ニュースキャスター、2009年10月5日～2012年9月27日）
- 報道するラジオ（リポーターとして隔週出演）
- ニュースなラヂオ→月刊 ニュースなラヂオ（2018年4月2日 - 2022年3月7日）
  - 前身番組の『報道するラヂオ』に続いて、後輩アナウンサーの福本晋悟と共に出演。『ニュースなラヂオ』として毎週放送されていた時期（2020年3月30日まで）は、福本との隔週交代で、リポーターかニュース解説を担当していた。
- with…夜はラジオと決めてます（2012年度のナイターオフ番組）
  - 火・木曜日と隔週金曜日にはニュースキャスター、水曜日には報道系企画「ニュース深掘り」のナビゲーターとして出演。 金曜日には、当番組に続いて『報道するラジオ』にも出演していた。
- ナイターのあともラジオと決めちゃってます?（2013年のプロ野球シーズン限定番組）水曜日ニュースキャスター
- 嘉門達夫のどんなんやねん!（ニュースキャスター）
- 茶屋町プレミアムナイト水曜日「なにやっテンダラー」（2013年度のナイターオフ番組、ニュースキャスター）
- MBSヨル隊金曜日「ナジャ・グランディーバのレツゴーフライデー」（2021年2月5日「ナジャじゃジャーナル」キャスター）
  - 2016年度放送の前身番組であるスマラジw金曜日「ナジャとアナの虹色レインボー」から通算5年目にして初出演。
- 茶屋町ヤマヒロ会議（2024年2月1日）
  - 同日17:30からのニュースを担当した後、17:45からのリクエスト曲歌唱コーナーにギターを持参して出演。

## 関連人物
- 上田悦子
- 西村麻子
- 西靖
- 松本麻衣子
- 鳥居睦子
- 桂坊枝
- 近藤光史
- 押尾コータロー